# Amherst (Wisconsin)
Amherst es una villa ubicada en el condado de Portage en el estado estadounidense de Wisconsin. En el Censo de 2010 tenía una población de 1.035 habitantes y una densidad poblacional de 296,01 personas por km².

## Geografía
Amherst se encuentra ubicada en las coordenadas 44°26′54″N 89°16′54″O / 44.44833, -89.28167. Según la Oficina del Censo de los Estados Unidos, Amherst tiene una superficie total de 3.5 km², de la cual 3.37 km² corresponden a tierra firme y (3.63%) 0.13 km² es agua.

## Demografía
Según el censo de 2010, había 1.035 personas residiendo en Amherst. La densidad de población era de 296,01 hab./km². De los 1.035 habitantes, Amherst estaba compuesto por el 97.87% blancos, el 0.29% eran afroamericanos, el 0% eran amerindios, el 0.19% eran asiáticos, el 0% eran isleños del Pacífico, el 0.87% eran de otras razas y el 0.77% pertenecían a dos o más razas. Del total de la población el 2.51% eran hispanos o latinos de cualquier raza.